# Alfred Marshall Bailey
Alfred Marshall Baley (Iowa City, 18 febbraio 1894 – Denver, 25 febbraio 1978) è stato un ornitologo statunitense.

## Biografia

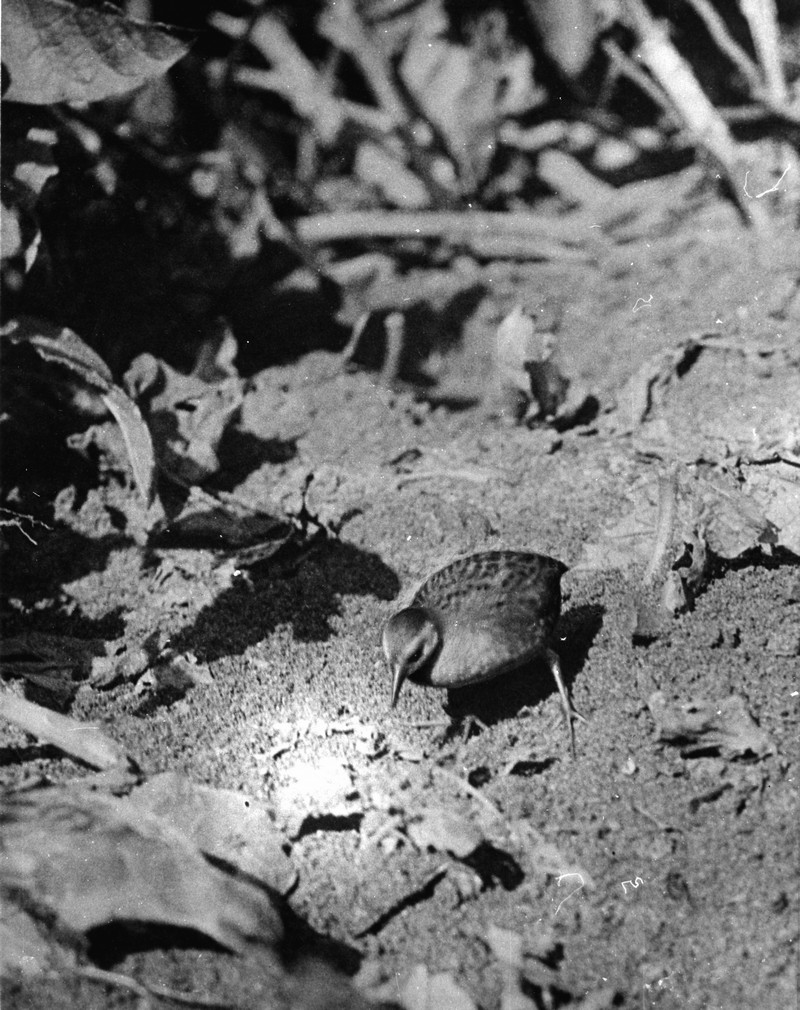
Foto del 1913 di Bailey dell'ormai estinta schiribilla di Laysan

Bailey nacque ad Iowa City, in Iowa, dove andò a scuola per poi freuentare l'Università dell'Iowa. Mentre era all'università partecipò a una spedizione scientifica di tre mesi a Laysan, una delle isole hawaiane nordoccidentali.

## Carriera
Dopo essersi laureato nel 1916, Bailey prestò servizio come curatore responsabile di uccelli e mammiferi presso il Louisiana State Museum di New Orleans fino al 2019. Dal 1919 al 1921 fu coinvolto in un rilevamento in Alaska sud-orientale per il Bureau of Biological Survey (che in seguito divenne l'odierno United States Fish and Wildlife Service), seguito da un periodo di lavoro come curatore presso il Denver Museum, dal 1921 al 1926. Dal 1926 al 1927 fece parte dello staff del Field Museum of Natural History di Chicago, periodo durante il quale prese parte a una spedizione sui monti Semien in Etiopia.  Dal 1927 al 1936 fu direttore dell'Accademia delle scienze di Chicago.

### Museo di Denver
Bailey ritornò al Denver Museum come direttore nel 1936, posizione che ricoprì per oltre trent'anni, per poi andare in pensione nel 1969 all'età di 75 anni.  Fu sostenitore del lavoro sul campo, guidando e prendendo parte nel corso degli anni a diverse altre spedizioni in varie parti del mondo, tra cui l'Artico, la Siberia, il Messico, le isole del Pacifico e l'isola subantartica di Campbell in Nuova Zelanda. Fu anche un abile divulgatore scientifico nonché fotografo, producendo la serie di opuscoli "Museum Pictorial" di Denver e contribuendo con svariati articoli a riviste come National Geographic e Natural History. 

## Riconoscimenti

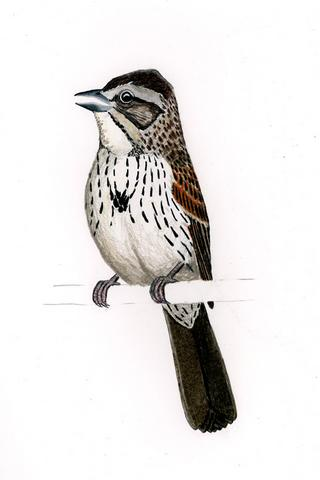
Passero della Sierra Madre (Xenospiza baileyi)

Bayley ottenne numerosi riconoscimenti:
- 1941 - Membro dell'American Ornithologists' Union
- 1944 - Dottore in Scienze, Università di Norwich
- 1954 - Dottore in Servizio Pubblico, Università di Denver
- 1961 - Premio Malcolm Glenn Wyer per onorato servizio nell'educazione degli adulti
- 1967 - Premio Civis Princeps del Regis College

Bailey morì a Denver all'età di 84 anni. Il passero della Sierra Madre ( Xenospiza baileyi ),  è chiamato così in suo onore: fu identificato da lui in Messico e descritto da Outram Bangs nel 1931,  prende nome da lui anche il toporagno di Bailey (Crocidura baileyi ) di cui raccolse l'olotipo in Etiopia, di cui è endemico.  È inoltre commemorato nella biblioteca del Museo di Denver Alfred M. Bailey Library & Archives.
Bailey fu autore di oltre 200 pubblicazioni.